# Абрамов, Савелий Витальевич
Савелий Витальевич Абрамов (15 февраля 1998) — узбекистанский футболист, полузащитник.

## Карьера
Профессиональную карьеру начал в 2018 году в составе клуба «Коканд 1912» в Суперлиге.
1 сентября 2020 года перешёл в узбекистанский клуб «Локомотив» Ташкент. 10 сентября 2020 года в матче против клуба «Андижан» дебютировал в чемпионете Узбекистана.
В февраля 2023 года подписал контракт с клубом «Туркестан».
Играл за медиафутбольные команды Unwanted Boys, «Амкал».

## Достижения
«Актепа»
- Финалист кубка ПФЛ: 2019

«Амкал»
- Чемпион Медийной Футбольной Лиги (6 сезон): 2025[3].

## Клубная статистика
| Игровая карьера | Игровая карьера     | Игровая карьера | Лига | Лига | Кубок | Кубок | Межд. | Межд. | СК | СК |
| --------------- | ------------------- | --------------- | ---- | ---- | ----- | ----- | ----- | ----- | -- | -- |
| 2018            | Коканд 1912         | А               | —    | —    | —     | —     | —     | —     | —  | —  |
| 2019            | Актепа              | ?               | —    | —    | 2     | 0     | —     | —     | —  | —  |
| 2020            | Актепа              | А               | 1    | 0    | —     | —     | —     | —     | —  | —  |
| 2020            | Локомотив (Ташкент) | А               | 3    | 0    | —     | —     | —     | —     | —  | —  |
| 2022            | Регар-ТадАЗ         | А               | 4    | 0    | —     | —     | —     | —     | —  | —  |
| 2023            | Туркестан           | Б               | 2    | 0    | 3     | 0     | —     | —     | —  | —  |
| 2023            | Арыс                | Б               | 10   | 0    | —     | —     | —     | —     | —  | —  |